# Jonesiobryum cerradense
Jonesiobryum cerradense là một loài rêu trong họ Rhachitheciaceae. Loài này được Vital ex B.H. Allen & Pursell mô tả khoa học đầu tiên năm 1991.